# La Libre Belgique
La Libre Belgique – belgijski dziennik, ukazujący się od 1 lutego 1915 roku. Powstał jako podziemny tytuł, wydawany przed dziennikarzy gazety Le Patriote, zlikwidowanej przez okupacyjne władze niemieckie na początku I wojny światowej. Założył go belgijski dziennikarz i wydawca Victor Jourdain.
Początkowo ukazywał się nieregularnie. Nakład pierwszego, czterostronicowego numeru wynosił 2 tys. egzemplarzy, a motto gazety brzmiało: Ne se soumettant à aucune censure (Nie podlega żadnej cenzurze). Szacuje się, że przez pierwsze miesiące, każde 2000 egzemplarzy czytało blisko 300 tys. ludzi. W krótkim czasie nakład podziemnej gazety osiągnął blisko 20 tys. sztuk. Ostatni „nielegalny” numer ukazał się 12 listopada 1918 roku. Po odzyskaniu niepodległości przez Belgię redakcja gazety postanowiła jednak pozostać przy pierwotnym tytule.
Obecny nakład La Libre Belgique wynosi 33 600 egzemplarzy. W internecie tytuł codziennie czyta około 400 tys. osób.
Gazeta jest jedną z nielicznych w Europie, która ma własny hymn, skomponowany w 1924 roku przez Theophile Dronchata.